# Пома, Антонио
Антонио Пома (итал. Antonio Poma; 12 июня 1910, Виллантерио, королевство Италия — 24 сентября 1985, Болонья, Италия) — итальянский кардинал. Титулярный епископ Тагасты и вспомогательный епископ Мантуи с 28 октября 1951 по 2 августа 1952. Коадъютор Мантуи, с правом наследования, со 2 августа 1952 по 8 сентября 1954. Епископ Мантуи с 8 сентября 1954 по 16 июля 1967. Титулярный архиепископ Герпинианы и коадъютор Болоньи, с правом наследования, 16 июля 1967 по 12 февраля 1968. Архиепископ Болоньи с 12 февраля 1968 по 11 февраля 1983. Кардинал-священник с титулом церкви Сан-Лука-а-Виа-Пренестина с 28 апреля 1969.